# 8166 Buczynski
8166 Buczynski eller 1991 AH1 är en asteroid i huvudbältet som upptäcktes den 12 januari 1991 av den brittiske astronomen Brian G. W. Manning vid Stakenbridge-observatoriet. Den är uppkallad efter britten Denis Buczynski.
Asteroiden har en diameter på ungefär 4 kilometer och den tillhör asteroidgruppen Nysa.